# Barranquilla
Barranquilla este un oraș din Columbia având aproximativ 1.100.000 de locuitori fiind astel al patrulea  cel mai mare oras din Columbia .

## Personalități
- Shakira, cântăreață
- Sofía Vergara, model și actriță